# Caramella

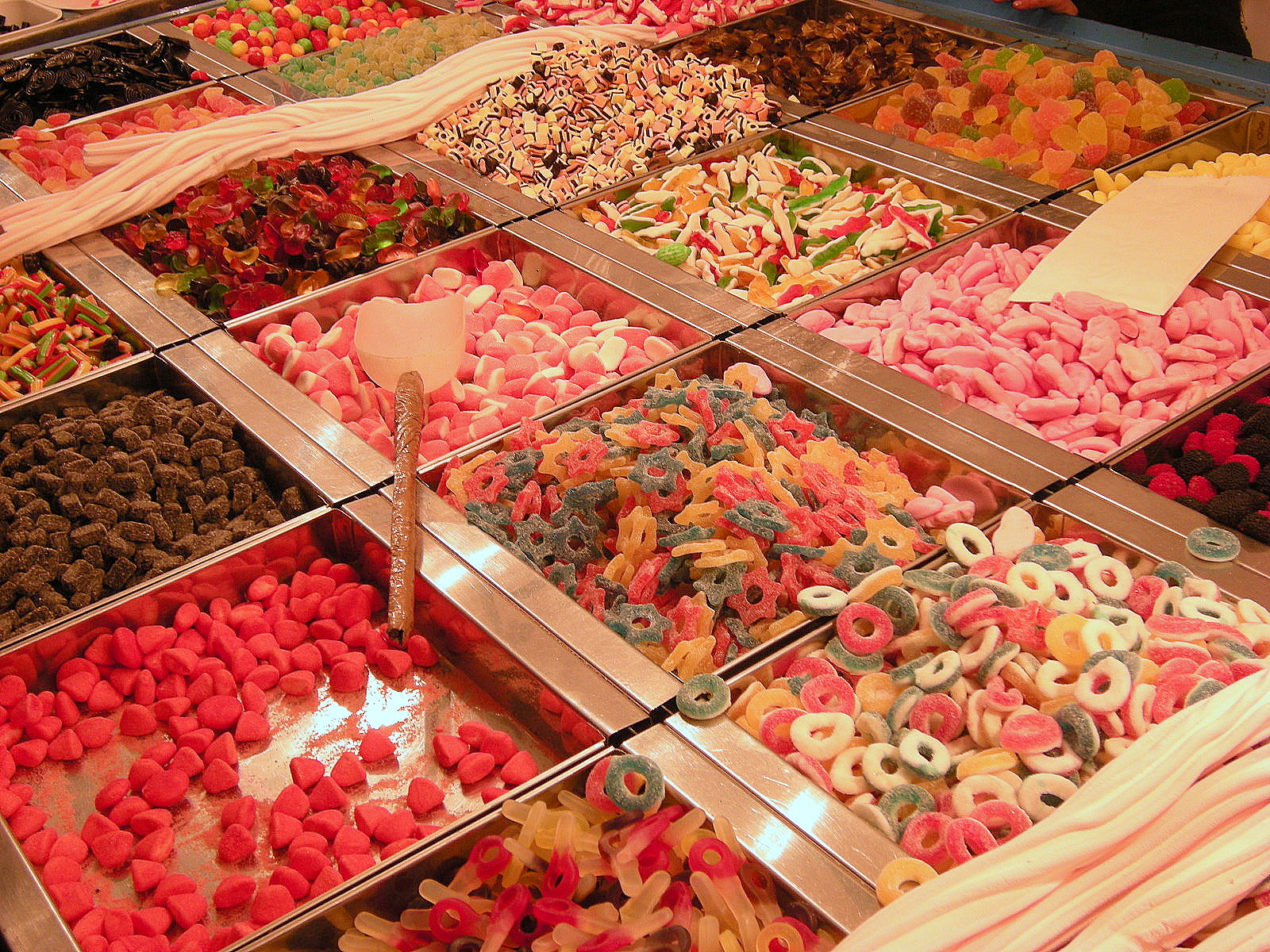
Caramelle sfuse esposte in un negozio di dolciumi

Una caramella o bonbon è un prodotto dolciario con una elevata quantità di zucchero e altri componenti, per lo più aromi naturali (come ad esempio limone, arancia, fragola, liquirizia), latte, cacao, varie forme di agglutinanti (come l'amido o la gelatina) e talune volte, coloranti e aromi artificiali.
Il termine caramella sembra derivare dal latino canna mellis, ovvero canna da zucchero oppure da calamellus, diminutivo di calămus «canna». Occorre tuttavia tener presente che tale pianta è stata introdotta dagli arabi in Sicilia solo nel 900 d.C. L'origine del nome potrebbe anche derivare dai vocaboli arabi kora (piccolo globo) e mochalla (cosa dolce).
La tipologia è estremamente varia e spazia dalle caramelle morbide (quali i toffee) a quelle molto dure.
Le caramelle dure sono composte da una miscela di zucchero e sciroppo di glucosio cotta ad alta temperatura fino al raggiungimento di uno stato amorfo vetroso. Contengono una percentuale residua di acqua inferiore al 2-3%.

## Preparazione
Nell'industria dolciaria, la cottura è normalmente effettuata in continuo in macchine che utilizzano il vapore per il riscaldamento dello sciroppo, che è portato ad una temperatura di circa 134 °C, a cui segue un'evaporazione sotto vuoto per facilitare l'evaporazione dell'acqua. La percentuale di umidità richiesta per la pasta di caramella dura deve comunque essere rigorosamente inferiore al 3%.
A questo punto sono aggiunti alla massa di caramella: i coloranti, gli aromi e tutti gli altri additivi richiesti dalla ricetta. La massa di caramella viene poi posta su macchine che la impastano con i coloranti e gli aromi e la temperano, ovvero la portano lentamente alla temperatura richiesta per la formatura, che è solitamente intorno agli 80 °C.
La formatura della caramella dura è solitamente effettuata per stampaggio e successivo raffreddamento. Le caramelle dure possono essere di diversi tipi: al latte, senza zucchero, ripiene e ricoperte al cioccolato. Nel caso delle caramelle morbide, vi è una percentuale maggiore di acqua nel prodotto finale, circa l'8% e vi è un'importante quantità di grassi.
Come per le caramelle dure, lo sciroppo di zucchero, acqua, glucosio e grassi vegetali idrogenati, o meglio burro, vengono fatti cuocere ad una temperatura che in questo caso è di circa 126 °C; successivamente il prodotto è raffreddato tramite dei tamburi di raffreddamento ad una temperatura di circa 55 °C. I coloranti, gli aromi, l'eventuale gelatina, ed altri additivi possono essere aggiunti al prodotto al termine della cottura. Anche in questo caso il prodotto, dopo il raffreddamento, è inviato a macchine che lo formano nella pezzatura desiderata.

## Storia

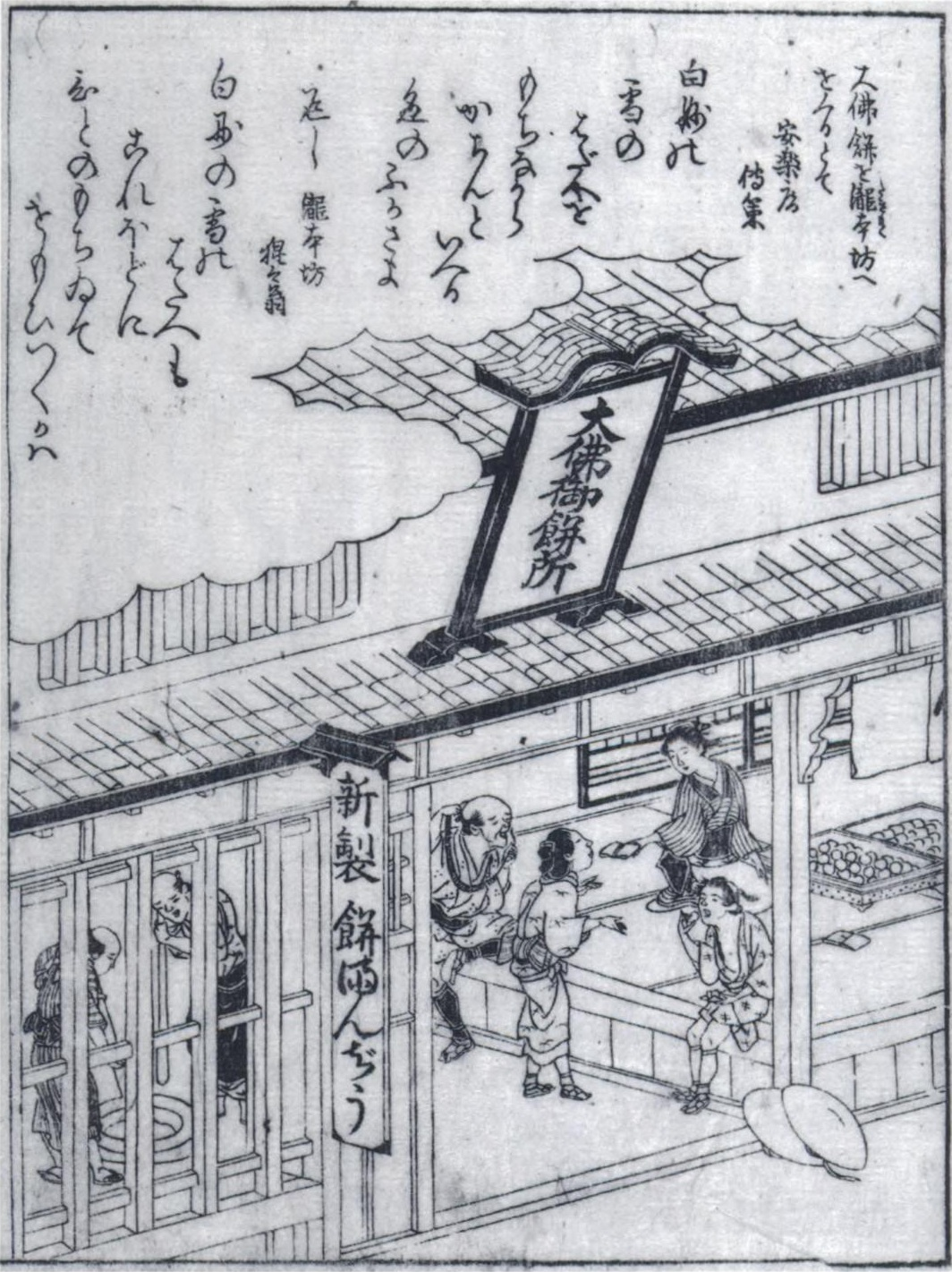
Un venditore giapponese di dolciumi in "The Great Buddha Sweet Shop" dal Miyako meisho zue (1787)

La canna da zucchero è originaria del sud tropicale e del sud-est asiatico. Pezzi di zucchero venivano prodotti facendo bollire il succo di canna da zucchero nell'antica India e consumati come khanda. Tra il VI e il IV secolo a.C., i Persiani, seguiti dai Greci, scoprirono il popolo in India e le loro "canne che producono miele senza api". Hanno adottato e poi diffuso l'agricoltura dello zucchero e della canna da zucchero.
Prima che lo zucchero fosse facilmente disponibile, le caramelle erano a base di miele. Esso era usato nell'antica Cina, nel Medio Oriente, in Egitto, in Grecia e nell'Impero Romano per rivestire frutti e fiori per conservarli o per creare forme di caramelle. La caramella è ancora servita in questa forma oggi, anche se ora è più tipicamente vista come un tipo di guarnizione.
Prima della rivoluzione industriale, le caramelle erano spesso considerate una forma di medicina, usata per il sistema digestivo o per il mal di gola. Nel Medioevo le caramelle comparivano inizialmente solo sulle tavole dei più ricchi. A quel tempo, iniziò come una combinazione di spezie e zucchero usata come aiuto alla digestione. In genere venivano serviti questi tipi di "caramelle" ai banchetti. Una di queste caramelle, a volte chiamata spezia da camera, era fatta con chiodi di garofano, zenzero, anice, bacche di ginepro, mandorle e pinoli immersi nello zucchero fuso.
La parola inglese medio candy iniziò ad essere usata alla fine del XIII secolo.
Le prime caramelle arrivarono in America all'inizio del XVIII secolo dalla Gran Bretagna e dalla Francia. Solo pochi dei primi coloni erano abili nel lavoro dello zucchero e le prelibatezze zuccherate erano generalmente apprezzate solo dai più ricchi. Anche la forma più semplice di caramella, lo zucchero candito, a base di zucchero cristallizzato, era considerata un lusso.

### Rivoluzione industriale

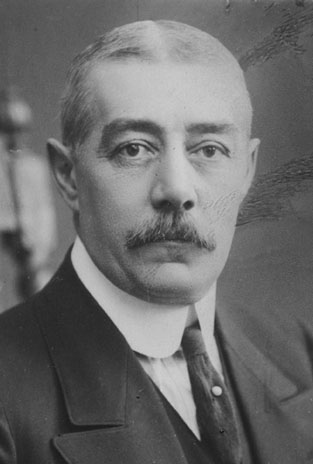
Karl Fazer (1866-1932) fondò l'azienda di successo Fazer negli anni 1890, che all'epoca era specializzata esclusivamente nell'industria dolciaria e pasticcera.

Il business delle caramelle subì un drastico cambiamento negli anni '30 dell'Ottocento, quando i progressi tecnologici e la disponibilità di zucchero aprirono il mercato. Il nuovo mercato non era solo per il godimento dei ricchi ma anche per il piacere della classe operaia. C'era anche un mercato in crescita per i bambini. Mentre rimasero alcuni ottimi pasticceri, il negozio di dolciumi divenne un punto fermo del figlio della classe operaia americana. Le caramelle "Penny" (ossia il nome americano per indicare le caramelle sfuse) incarnavano questa trasformazione delle caramelle. Le caramelle sfuse sono diventate il primo bene materiale su cui i bambini hanno speso i propri soldi. Per questo motivo, i proprietari dei negozi di dolciumi si affidavano quasi interamente al business dei bambini. Anche le caramelle Penny discendevano direttamente dalle pastiglie per la gola che conteneva una medicina amara in un duro rivestimento di zucchero.
Nel 1847 l'invenzione della pressa per caramelle (nota anche con il nome di macchina giocattolo) rese possibile la produzione di più forme e dimensioni di caramelle contemporaneamente. Nel 1851 i pasticceri iniziarono a utilizzare una pentola a vapore girevole per bollire lo zucchero. Questa trasformazione significava che il produttore di caramelle non era più tenuto a mescolare continuamente lo zucchero bollente. Anche il calore proveniente dalla superficie della padella era distribuito in modo molto più uniforme e rendeva meno probabile che lo zucchero bruciasse. Queste innovazioni hanno permesso a solo una o due persone di gestire con successo un'attività di caramelle.
Poiché il percorso dal produttore al mercato è diventato sempre più complicato, molti alimenti sono stati colpiti dall'adulterazione e dall'aggiunta di additivi che andavano da ingredienti relativamente innocui, come l'amido di mais economico e lo sciroppo di mais, a quelli velenosi. Alcuni produttori producevano caramelle colorate con l'aggiunta di sostanze pericolose per le quali non esisteva alcuna regolamentazione legale: verde (ossido di cromo (III) e acetato rameico), rosso (ossido di piombo (II, IV) e solfuro mercurico), giallo (cromato di piombo) e bianco (gesso, triossido di arsenico).

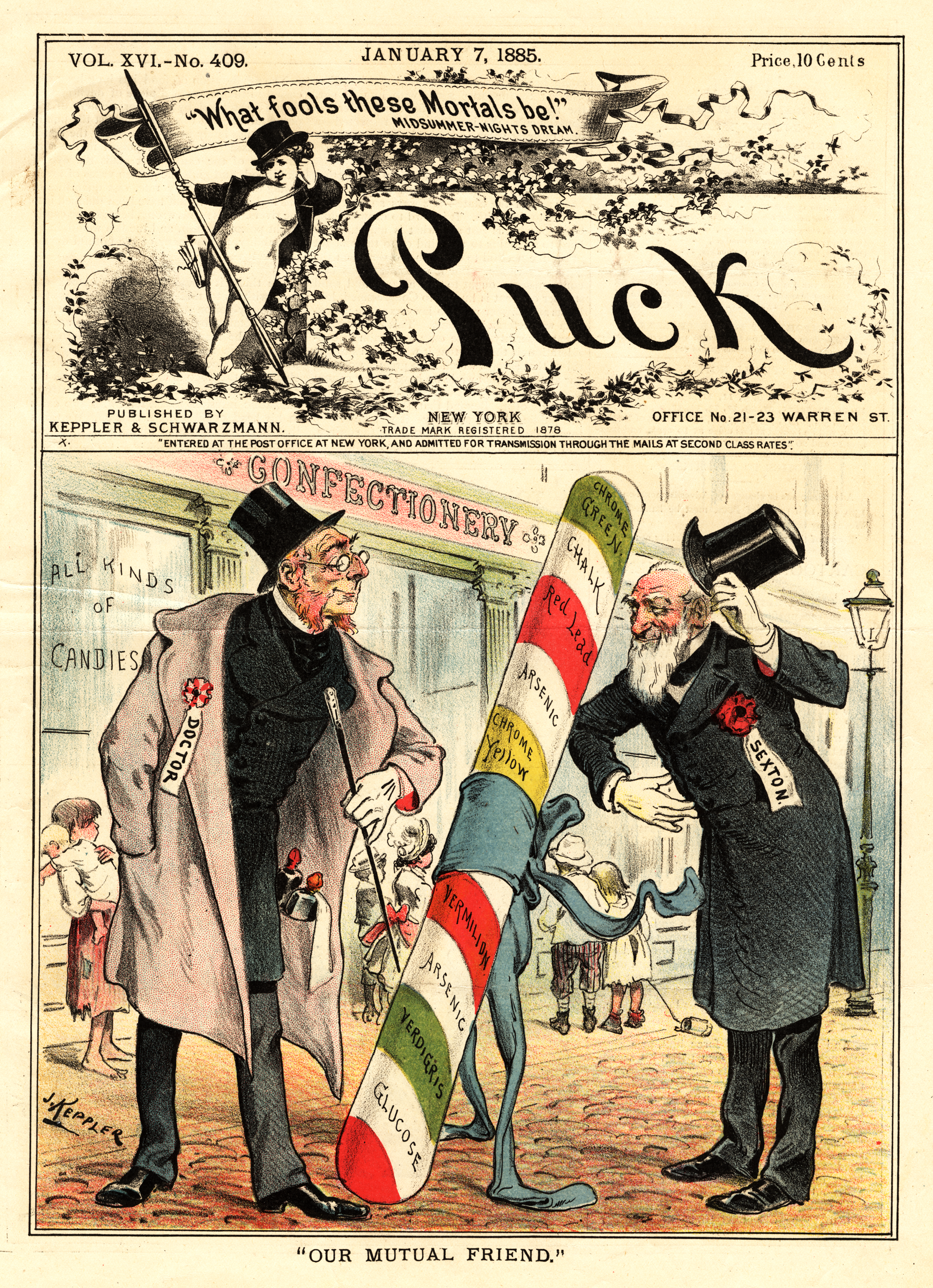
Our Mutual Friend, 7 gennaio 1885, vignetta satirica di Joseph Keppler, che mette in guardia sui pericoli degli additivi colorati usati nelle caramelle.

In una vignetta di copertina del 1885 per Puck, Joseph Keppler fece una satira sui pericoli degli additivi nelle caramelle raffigurando la "reciproca amicizia" tra caramelle a strisce, dottori e becchini. Nel 1906 la ricerca sui pericoli degli additivi, le denunce dell'industria alimentare e la pressione pubblica portarono all'approvazione del Pure Food and Drug Act, la prima legge federale degli Stati Uniti a regolamentare alimenti e droghe, comprese le caramelle.

## Associazione ad Halloween
Il processo di andare di porta in porta per ricevere caramelle gratis durante il periodo di Halloween (osservata il 31 ottobre, il giorno prima di Ognissanti) è diventato un'attrazione importante per i bambini di tutta l'America. È l'unico giorno dell'anno in cui suonare il campanello di un vicino è socialmente accettabile. I bambini si travestono in costumi da streghe, scheletri, vampiri e altri personaggi di fantasy horror e vanno di porta in porta. A loro volta, i residenti di ogni casa acquistano gentilmente caramelle per bambini e le distribuiscono a piccoli incrementi. Proprio come a metà degli anni '70, la principale forma di caramella che viene svenuta sono i dolci preconfezionati. I genitori si sentono molto più tranquilli permettendo ai propri figli di mangiare caramelle preconfezionate a causa del controllo di qualità che viene fornito con ogni prodotto. Di conseguenza, le caramelle di marca sono diventate un punto fermo per Halloween e dolcetto o scherzetto. Alcune caramelle continuano ad essere apprezzate dai dolcetti o scherzetti, come Reese's Cups, Kit Kat e Snickers, che sono state le prime tre caramelle di Halloween del 2022.

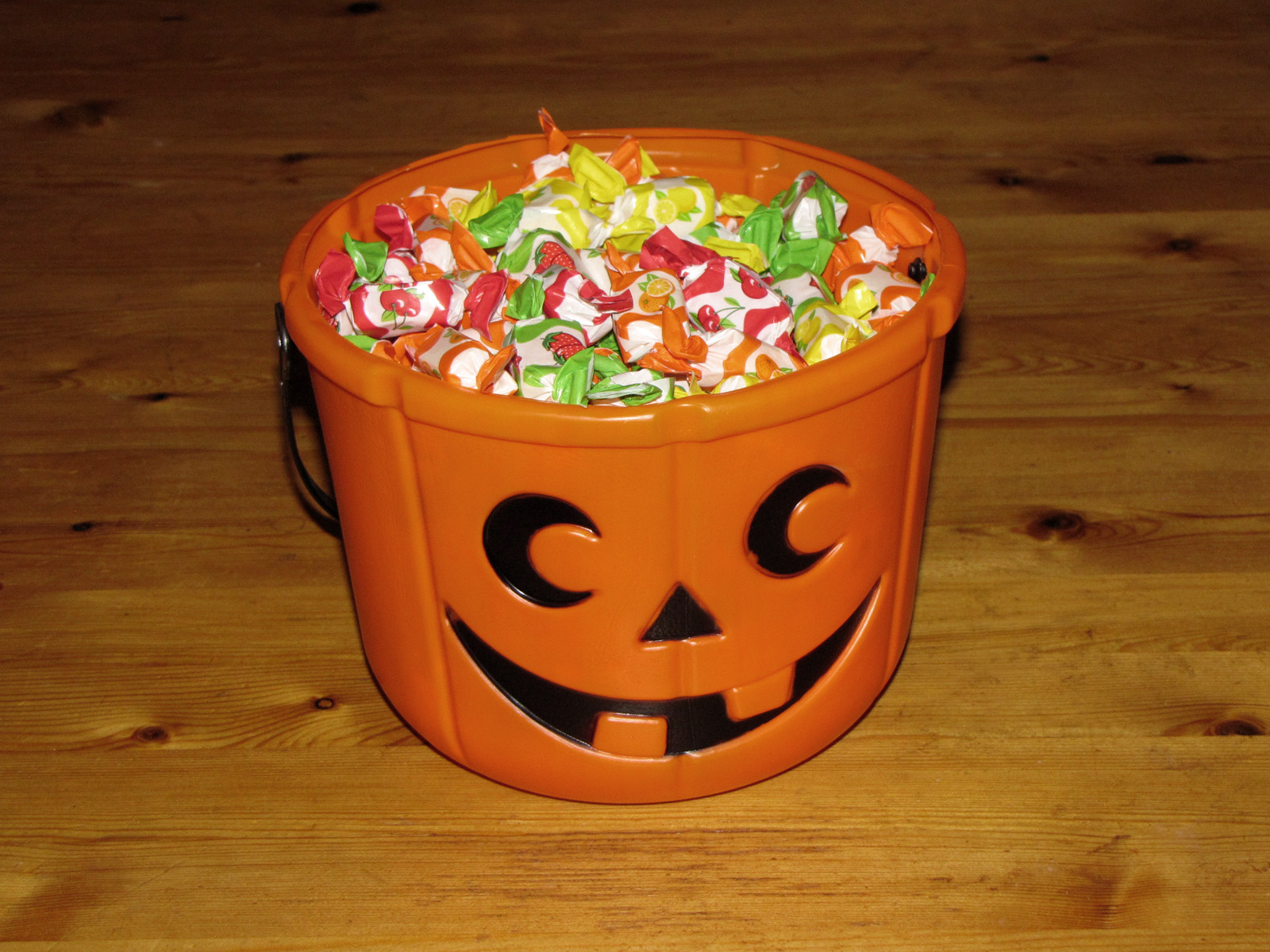
Un secchio di caramelle di Halloween

La tradizione di distribuire dolcetti ad Halloween ha avuto origine dalla festa di All Hallows Day, o Ognissanti, che deriva dalla tradizione cristiana. In questo giorno, i bambini attraversavano la città, recitando preghiere lungo la strada. Essi pregavano principalmente per tutte le persone che erano morte. Tra una preghiera e l'altra, questi bambini arrivavano anche alle porte delle persone all'interno della loro città. Come ricompensa per le loro azioni, ricevevano torte fatte in casa denominate torte dell'anima, realizzate dai cittadini. Queste torte assomigliavano a un biscotto nella forma e di solito erano riempite con uvetta o cannella. Durante questo periodo venivano date anche molte torte ai poveri. Le torte dell'anima hanno dato a questi bambini lo stimolo a pregare intensamente in cambio di dolci.
L'idea di fornire dolcetto o scherzetto con caramelle non è stata completamente concettualizzata fino agli anni '50. Fino a quel momento molte famiglie hanno continuato a fornire ai bambini torte dell'anima tra gli altri prodotti fatti in casa. Tuttavia, è stato scoperto da numerosi produttori di caramelle che la festa di Halloween poteva essere commercializzata per vendere i loro prodotti. Di conseguenza, molte famiglie hanno iniziato ad acquistare prodotti dolciari. L'attrazione principale di questi prodotti dolciari era il basso costo, non richiedevano tempo per prepararsi e arrivavano alla rinfusa. Tuttavia, le caramelle non avrebbero preso completamente il sopravvento fino agli anni '70. Fino a quel momento, i donatori continuavano a fare dolcetti o confezionare piccoli giocattoli e monete appositamente per Halloween.
La causa principale del passaggio dai dolcetti fatti in casa alle caramelle preconfezionate è stata il risultato della speculazione riguardante il cibo manomesso. Molti genitori durante questo periodo erano preoccupati che i loro figli fossero esposti ad aghi o sostanze chimiche tossiche all'interno dei loro articoli di Halloween. La mancanza di imballaggi ha reso molto più facile per una persona inserire sostanze pericolose nel cibo che intendeva distribuire. Queste preoccupazioni sono state accresciute a causa di un gran numero di false segnalazioni riguardanti cure mediche relative a pericolosi dolcetti di Halloween. Di conseguenza, i genitori sono diventati molto più propensi a consentire ai propri figli di partecipare alle festività di Halloween quando sono state introdotte le caramelle confezionate. Notarono infatti che sarebbe molto più difficile per una persona manomettere i dolci confezionati in fabbrica perché il sigillo si sarebbe strappato.
In epoca moderna le caramelle di Halloween sono ancora molto richieste. Solo nel 2021 i profitti delle caramelle di Halloween hanno raggiunto almeno "324 milioni di dollari". Dallo stesso rapporto, la domanda di caramelle di Halloween è "aumentata del 59,8% rispetto al 2019". Da questi numeri si può presumere che Halloween sia ancora un grosso affare per gli americani. Un affare ancora più grande per il pubblico americano è l'atto di ricevere caramelle da dolcetto o scherzetto. La caramella continua ad essere un punto fermo per la stagione di Halloween e rimane la più grande attrazione per la partecipazione.

## Classificazione
Le caramelle di zucchero includono caramelle dure, caramelle morbide, caramello, marshmallow, taffy (un tipo di caramella inventata negli Stati Uniti, prodotta allungando e/o tirando una massa appiccicosa di una base di caramella morbida fino a quando non diventa aerata, soffice e gommosa) e altre caramelle il cui ingrediente principale è lo zucchero. In commercio, le caramelle di zucchero sono spesso suddivise in gruppi in base alla quantità di zucchero che contengono e alla loro struttura chimica.
Le caramelle sode prodotte con il processo di cottura sottovuoto includono caramelle a bastoncino, gocce di limone e gocce di marrubio. Le caramelle a fuoco aperto, come il taffy alla melassa e il taffy alla crema, vengono cotte in bollitori aperti e poi tirate. Le caramelle gommose vengono cotte in grandi bollitori per poi essere modellate, essiccate e zuccherate. Vengono messe a bagno per un po' nello sciroppo di zucchero per consentire la formazione di cristalli.
Il cioccolato è talvolta trattato come un ramo separato della pasticceria. In questo modello sono incluse caramelle al cioccolato come barrette di cioccolato e tartufi al cioccolato. Sono escluse la cioccolata calda o altre bevande a base di cacao, così come le caramelle a base di cioccolato bianco. Tuttavia, quando il cioccolato viene trattato come un ramo separato, include anche confezioni la cui classificazione è altrimenti difficile, non essendo né esattamente caramelle né esattamente prodotti da forno, come cibi ricoperti di cioccolato, crostate con gusci di cioccolato e biscotti ricoperti di cioccolato.
Le caramelle di zucchero possono essere classificate in tipi non cristallini e cristallini. Le caramelle non cristalline sono omogenee e possono essere gommose o dure; includono caramelle dure, toffee e torroncini. Le caramelle cristalline incorporano nella loro struttura piccoli cristalli, sono cremose e si sciolgono in bocca o si masticano facilmente; includono caramelle fondenti.

## Confezione

### Finalità dell'imballaggio

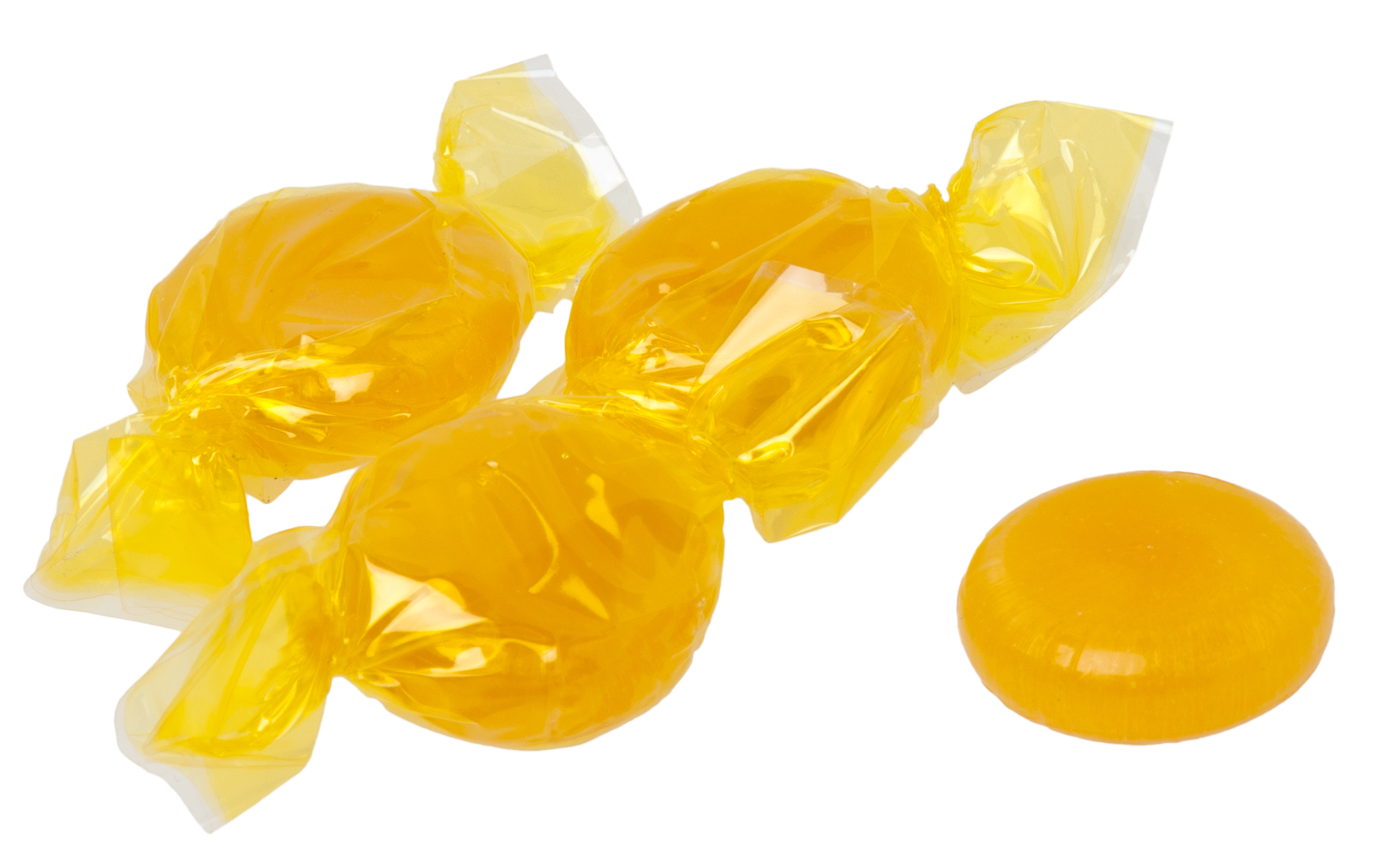
Caramelle al burro incartate singolarmente

L'imballaggio preserva l'aroma e il sapore e facilita la spedizione e la dispensazione. La carta oleata sigilla contro aria, umidità, polvere e germi, mentre il cellophane è apprezzato dagli imballatori per la sua trasparenza e resistenza a grasso, odori e umidità. Inoltre, è spesso richiudibile. Il polietilene è un'altra forma di pellicola sigillata con il calore e questo materiale viene spesso utilizzato per realizzare sacchetti in imballaggi sfusi. Anche gli involucri di plastica sono comuni. I fogli di alluminio avvolgono le barrette di cioccolato e impediscono il trasferimento di vapore acqueo pur essendo leggeri, atossici e resistenti agli odori. La pergamena vegetale riveste scatole di dolciumi di alta qualità come i cioccolatini gourmet. Imballaggi di cartone sono meno comuni, sebbene offrano molte opzioni riguardo allo spessore e al movimento di acqua e olio.
Le confezioni sono spesso sigillate con un adesivo a base di amido derivato da tapioca, patate, grano, sago o patate dolci. Occasionalmente, le colle vengono ricavate dalle ossa e dalla pelle di bovini e maiali per un prodotto più forte e flessibile, ma ciò non è così comune a causa del costo.

### Storia
Prima del 1900, le caramelle venivano comunemente vendute scartate dai carretti per strada, dove erano esposte a sporcizia e insetti. Nel 1914 c'erano alcune macchine per avvolgere gomme da masticare e attaccare caramelle, ma questa non era la pratica comune. Dopo l'epidemia di poliomielite nel 1916, le caramelle da scartare hanno raccolto una diffusa censura a causa della sporcizia e dei germi. A quel tempo, solo i negozi di caramelle di lusso usavano barattoli di vetro. Con i progressi tecnologici, fu adottata la carta oleata e la pellicola e il cellophane furono importati negli Stati Uniti dalla Francia da DuPont nel 1925. Necco (azienda fondata nel 1847 e chiusa nel 2018) fu una delle prime aziende a confezionare le caramelle senza il tocco umano. Chioschi e distributori automatici sono stati introdotti intorno all'inizio del XX secolo.
Negli anni '40, la maggior parte dei dolcetti erano fatti in casa. Durante gli anni '50, le piccole caramelle incartate singolarmente erano riconosciute come convenienti e poco costose. Negli anni '70, dopo storie ampiamente pubblicizzate ma in gran parte false di caramelle avvelenate che circolavano nella stampa popolare, gli imballaggi sigillati in fabbrica con un marchio riconoscibile su di esso divennero un segno di sicurezza.

### Marketing e progettazione
Anche l'imballaggio aiuta a commercializzare il prodotto. I produttori sanno che le caramelle devono essere igieniche e attraenti per i clienti. Nel mercato dei bambini quantità, novità, taglie forti e colori vivaci sono i più venduti. Molte aziende riprogettano l'imballaggio per mantenere l'attrattiva del consumatore.

## Data di scadenza
A causa della sua alta concentrazione di zucchero, i batteri di solito non sono in grado di crescere nelle caramelle. Di conseguenza, la durata di conservazione è più lunga per le caramelle che per molti altri alimenti. La maggior parte delle caramelle può essere conservata in modo sicuro nella confezione originale a temperatura ambiente in un armadio buio e asciutto per mesi o anni. Di norma, più morbida è la caramella o più umida è l'area di stoccaggio, prima diventa stantia.
Le considerazioni sulla durata di conservazione con la maggior parte delle caramelle si concentrano sull'aspetto, il gusto e la consistenza, piuttosto che sul potenziale di intossicazione alimentare; cioè, le vecchie caramelle potrebbero non sembrare allettanti o avere un sapore molto buono, anche se è molto improbabile che facciano ammalare chi le mangia. Le caramelle possono essere rese pericolose conservandole male, ad esempio in un'area umida e ammuffita. Raccomandazioni tipiche sono:
- Le caramelle dure possono durare indefinitamente in buone condizioni di conservazione.
- Il cioccolato fondente dura fino a due anni.
- I cioccolatini al latte e le caramelle di solito diventano stantii dopo circa un anno.
- Le caramelle morbide o cremose, come le candy corn, possono durare da 8 a 10 mesi in condizioni ideali.
- La gomma da masticare e le palline di gomma possono rimanere fresche fino a 8 mesi dopo la produzione.

## Nutrizione
La maggior parte delle caramelle di zucchero sono definite dalla legge statunitense come un alimento di valore nutritivo minimo.
Anche in una cultura che mangia spesso dolci, le caramelle non sono una fonte significativa di nutrimento o energia alimentare per la maggior parte delle persone. L'americano medio mangia circa 1,1 kg (2,5 libbre) di zucchero o dolcificanti simili ogni settimana, ma quasi il 95% di quello zucchero - tutto tranne circa 70 grammi (2,5 once) - proviene da fonti diverse dalle caramelle, in particolare bevande analcoliche e alimenti trasformati.

### Sostituti del pasto
La caramella è considerata una fonte di calorie vuote, perché fornisce poco o nessun valore nutritivo oltre all'energia del cibo. All'inizio del XX secolo, quando la denutrizione era un problema serio, soprattutto tra i poveri e la classe operaia, e quando la scienza della nutrizione era un campo nuovo, l'alto contenuto calorico veniva promosso come una virtù. I ricercatori hanno suggerito che le caramelle, in particolare le caramelle a base di latte e noci, fossero un'alternativa a basso costo ai pasti normali. Per ottenere l'energia alimentare necessaria per una giornata di lavoro, le caramelle potevano costare la metà delle uova. Durante gli anni '20 e '30, le barrette di cioccolato vendute a cinque centesimi venivano spesso commercializzate come sostituti del pranzo.
Alla Fiera Mondiale del 1904, la Quaker Oats Company produsse un cereale soffiato ricoperto di caramelle, un prodotto a base di grano simile ai popcorn ricoperti di caramelle di Cracker Jack (un marchio americano di snack composto da popcorn al gusto di melassa, ricoperti di caramello e arachidi, ben noto per essere confezionato con un premio di valore insignificante all'interno). Il concetto di prodotto fu reintrodotto senza successo nel 1939 da un'altra azienda come Ranger Joe, il primo cereale per la colazione pre-zuccherato e ricoperto di caramelle. Post Foods ha introdotto la propria versione nel 1948, originariamente chiamata Happy Jax e successivamente Sugar Crisp. Fu commercializzato sia come sostituto dei cereali per la colazione non zuccherati sia per mangiarlo come spuntino o come caramella, usando tre orsi dei cartoni animati come mascotte: Candy, Handy e Dandy. I primi slogan dicevano: "As a cereal it's dandy - for snacks it's so handy - or eat it like candy!".
In tempi più recenti è stata commercializzata una varietà di barrette snack. Questi includono barrette intese come sostituti del pasto e commercializzati come aventi vantaggi nutrizionali rispetto alle barrette di cioccolato, come le barrette di cereali. Tuttavia, il valore nutrizionale effettivo spesso non è molto diverso dalle barrette di cioccolato, tranne che per un contenuto di sodio solitamente più elevato e i sapori (più comunemente, cioccolato, fondente e caramello) e la presentazione imitano le barrette di cioccolato.
Tra i bengalesi, le caramelle possono essere consumate per un intero pasto, specialmente durante le feste. Le caramelle possono anche essere offerte agli ospiti vegetariani al posto di piatti di pesce o carne in India.

### Vegetarismo

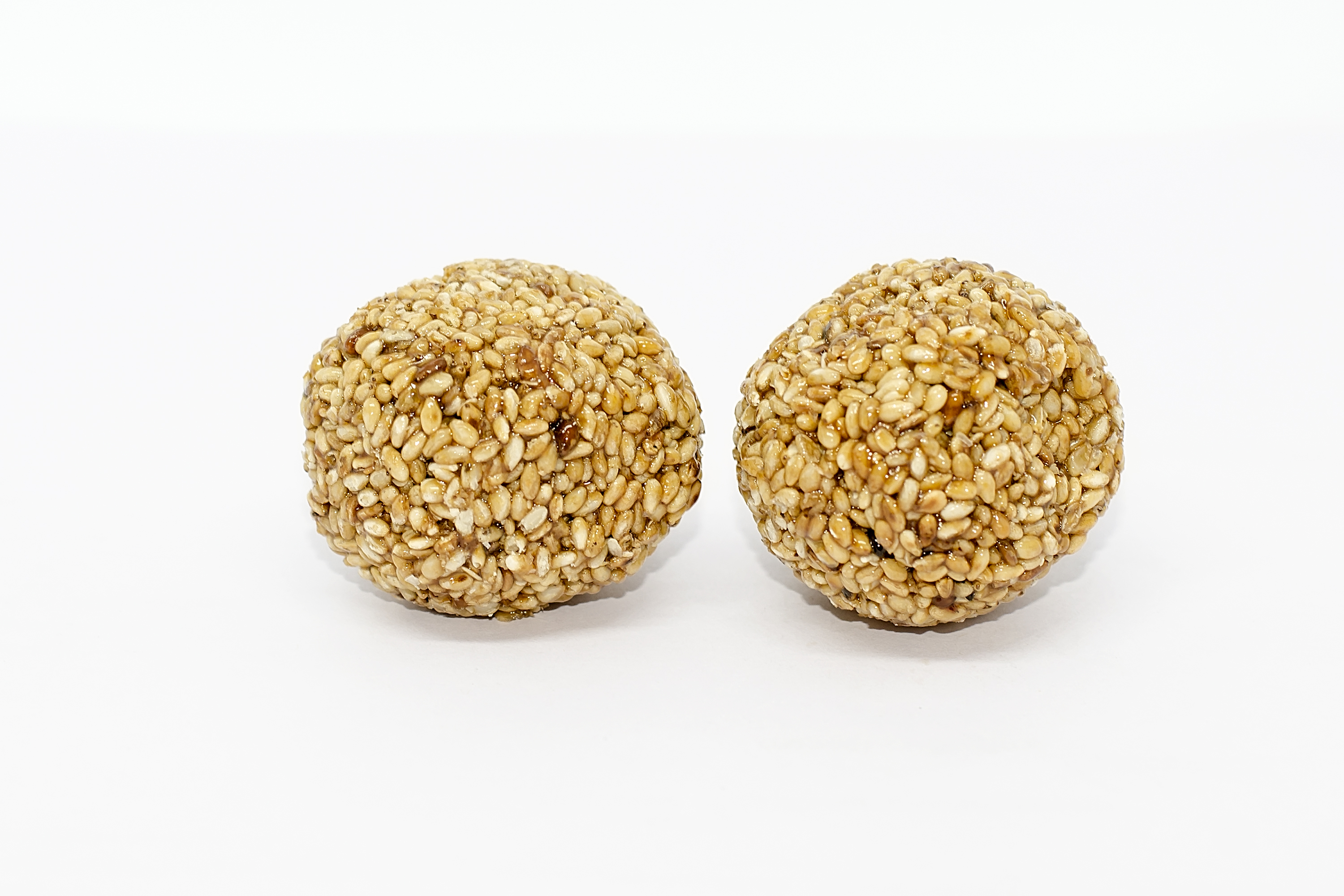
Palla di semi di sesamo (caramella)

La maggior parte delle caramelle non contiene carne o altre parti di animali e molte non contengono latte o altri prodotti di origine animale. Alcune caramelle, tra cui marshmallow e orsetti gommosi, contengono gelatina derivata dal collagene animale, una proteina presente nella pelle e nelle ossa, ed è quindi evitata dai vegani e da alcuni vegetariani. Anche la "gelatina kosher" non è adatta a vegetariani e vegani, poiché deriva dalle lische di pesce. Altre sostanze, come l'agar-agar, la pectina, l'amido e la gomma arabica possono anche essere utilizzate come agenti di fissaggio e gelificanti (ossia sostanze che consentono di trasformare i liquidi in gel) e possono essere utilizzate al posto della gelatina.
Altri ingredienti che si trovano comunemente nelle caramelle che non sono adatti a diete vegetariane o vegane includono il carminio, un colorante rosso a base di Dactylopius coccus e la glassa resinosa, che contiene gommalacca, una resina escreta dalle Kerria lacca.

## Effetti sulla salute

### Carie
Le caramelle generalmente contengono zucchero, che è un fattore ambientale chiave nella formazione della carie dentale. Diversi tipi di batteri che si trovano comunemente in bocca consumano zucchero, in particolare lo Streptococcus mutans. Quando questi batteri metabolizzano lo zucchero presente nella maggior parte delle caramelle, dei succhi o di altri alimenti zuccherati, producono acidi nella bocca che demineralizzano lo smalto dei denti e possono portare alla carie. Il consumo pesante o frequente di cibi ricchi di zuccheri, in particolare lecca-lecca, pastiglie per la tosse zuccherate e altre caramelle a base di zucchero che rimangono in bocca per lungo tempo, aumenta il rischio di carie. Le caramelle che contengono anche acidi che sciolgono lo smalto, come lo zucchero invertito, aumentano il rischio. Pulire i denti e la bocca subito dopo aver mangiato qualsiasi tipo di cibo zuccherato e lasciare passare diverse ore tra il consumo di tali alimenti riduce il rischio e migliora la salute orale.
Tuttavia, il consumo frequente di frutta e succhi di frutta, che contengono sia acidi che zuccheri, può essere un fattore più significativo nella carie rispetto alle caramelle.

## Galleria d'immagini

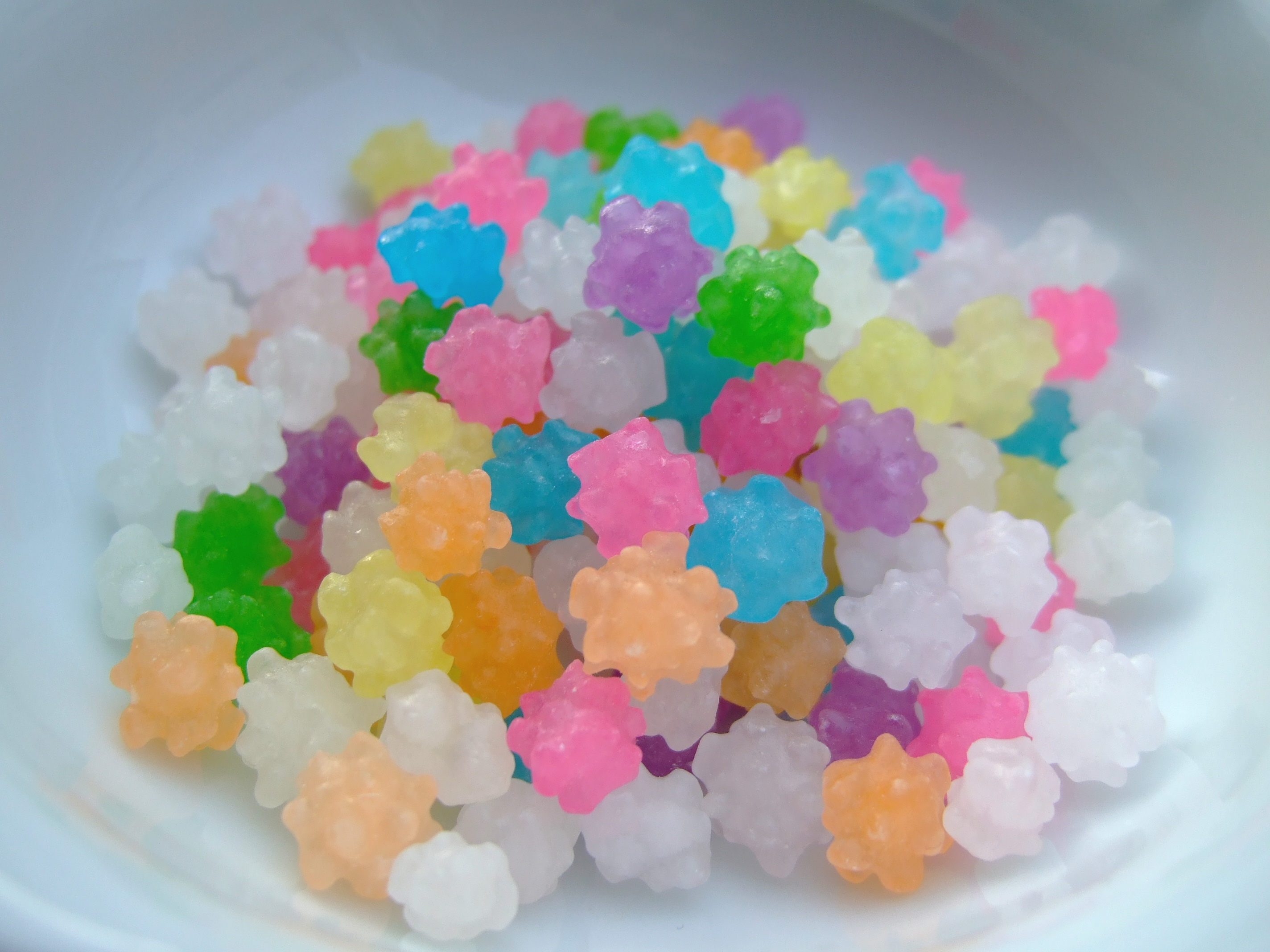
Konpeitō è una caramella di zucchero tradizionale giapponese.
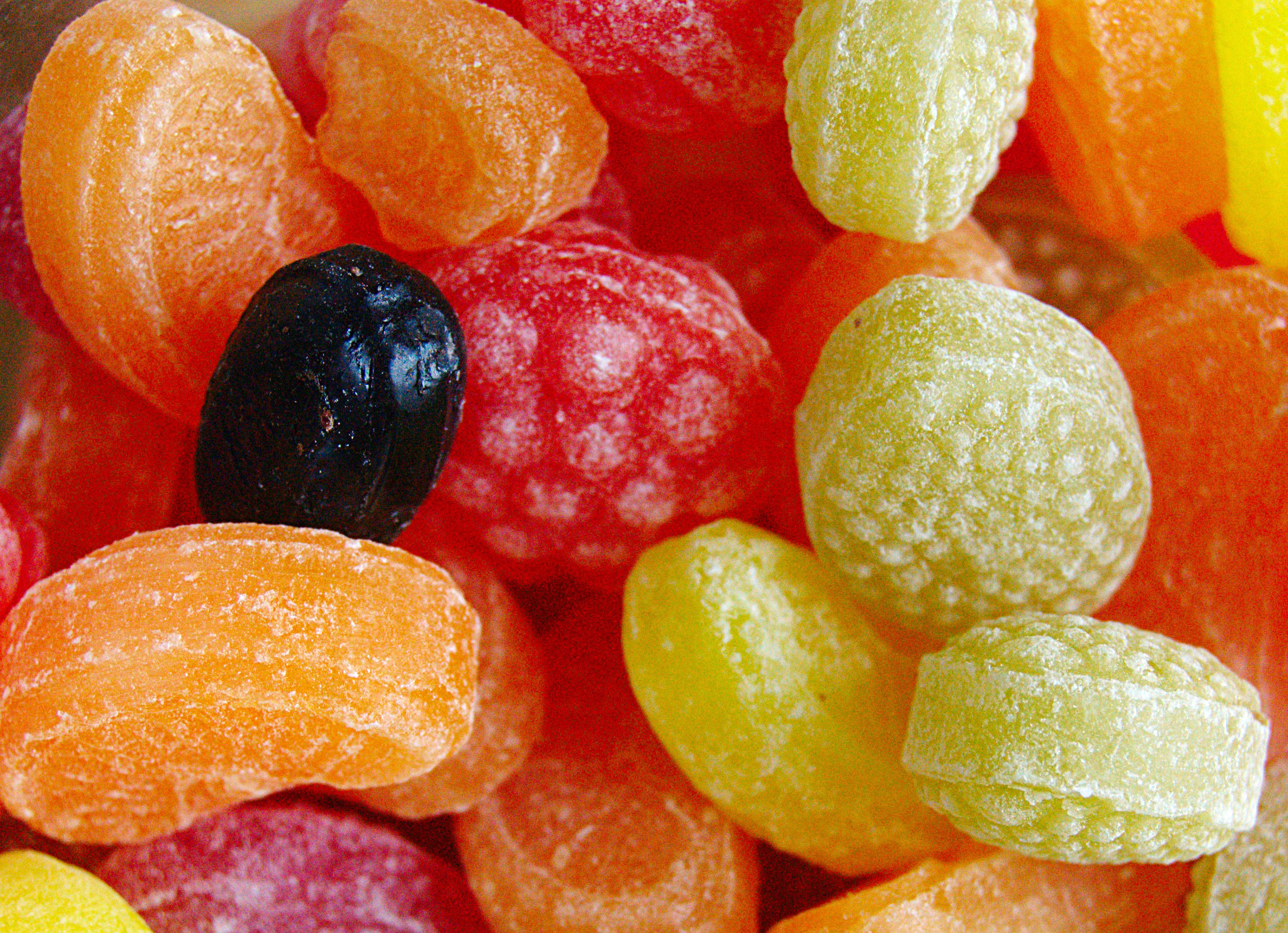
Le caramelle dure a forma di frutta sono un tipo comune di zucchero candito, contenente zucchero, colore, sapore e un po' d'acqua.
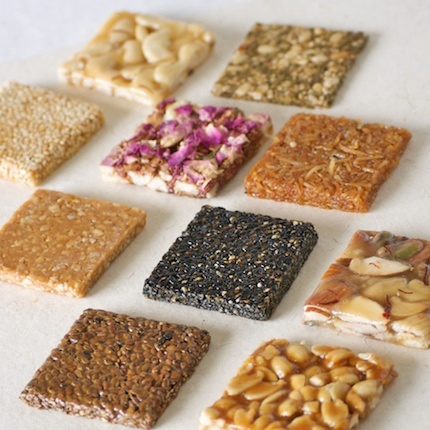
I chikki sono croccanti di noci fatti in casa popolari in India.
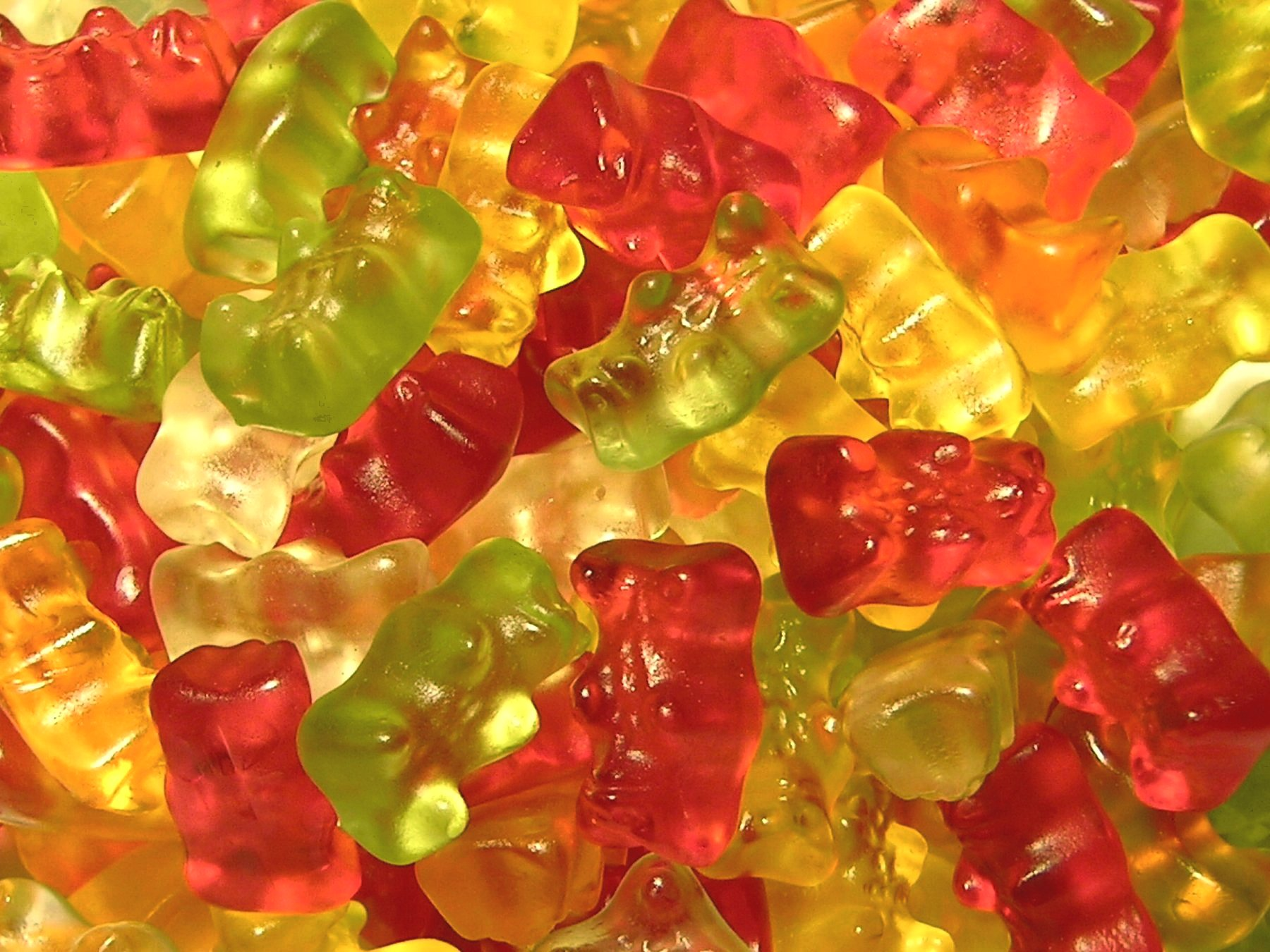
Gli orsetti gommosi tedeschi Haribo furono le prime caramelle gommose mai realizzate.
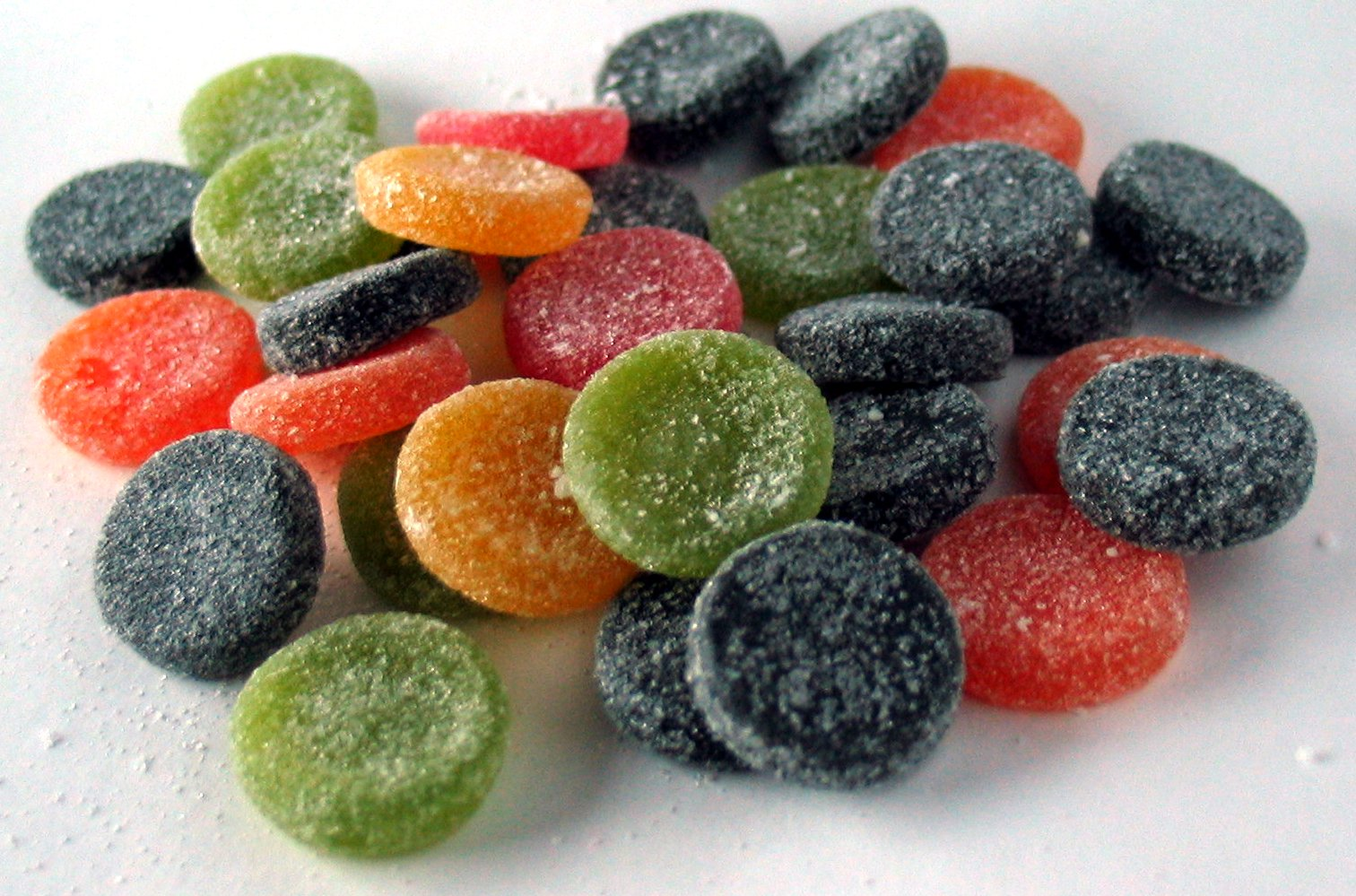
Pantteri è una caramella di zucchero finlandese morbida e gommosa. Quelle colorate sono fruttate, mentre quelle nere sono i salmiakki (salate al gusto di liquirizia).
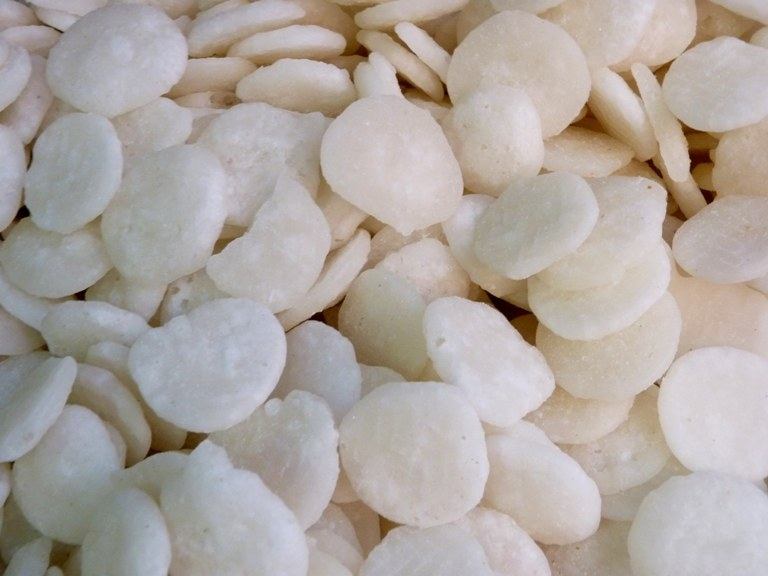
Batasha è una delle tante caramelle tradizionali che si trovano nell'Asia meridionale. Le varietà aromatizzate includono noci e menta.
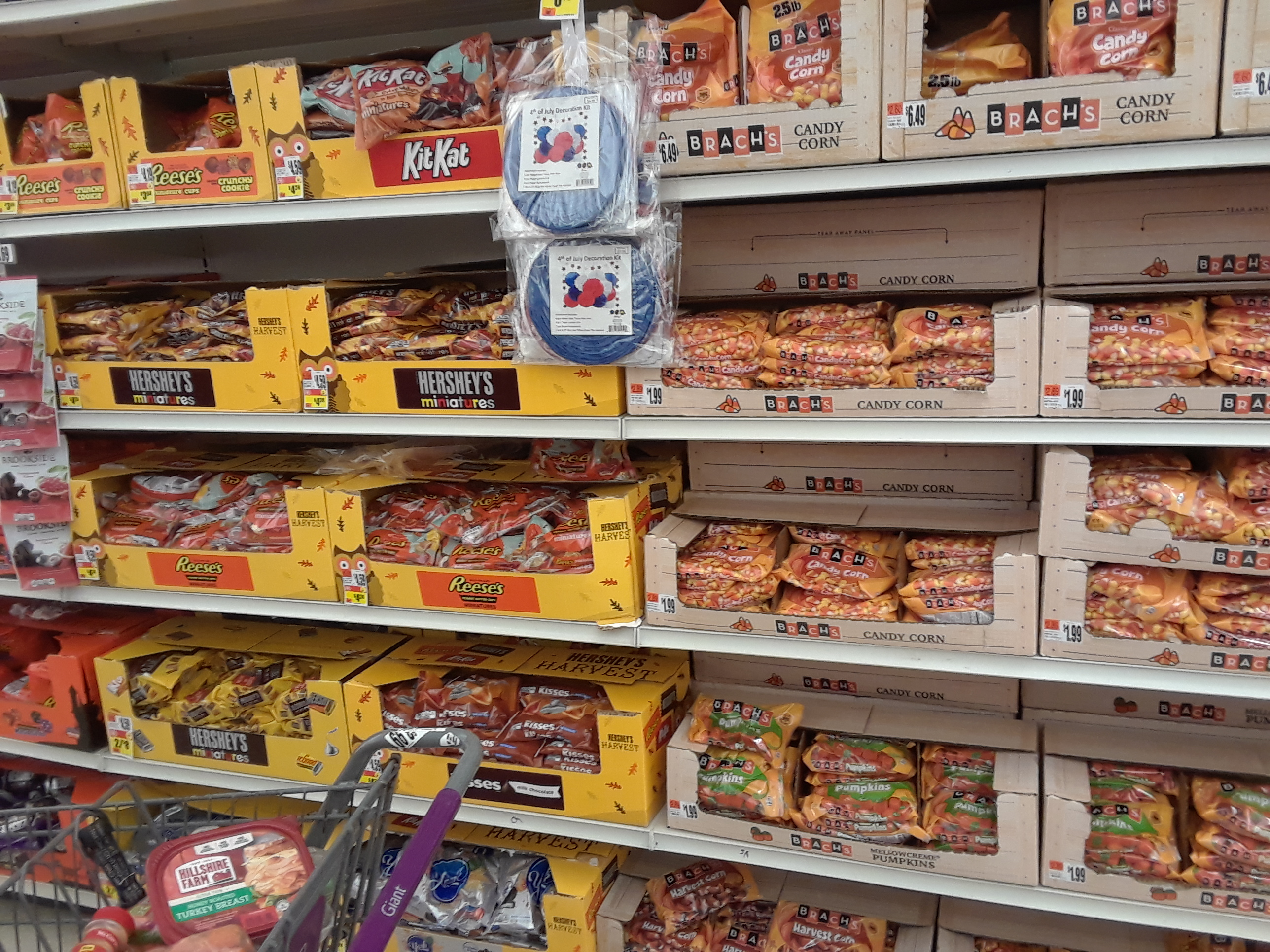
Caramelle di Halloween vendute in un supermercato in Virginia
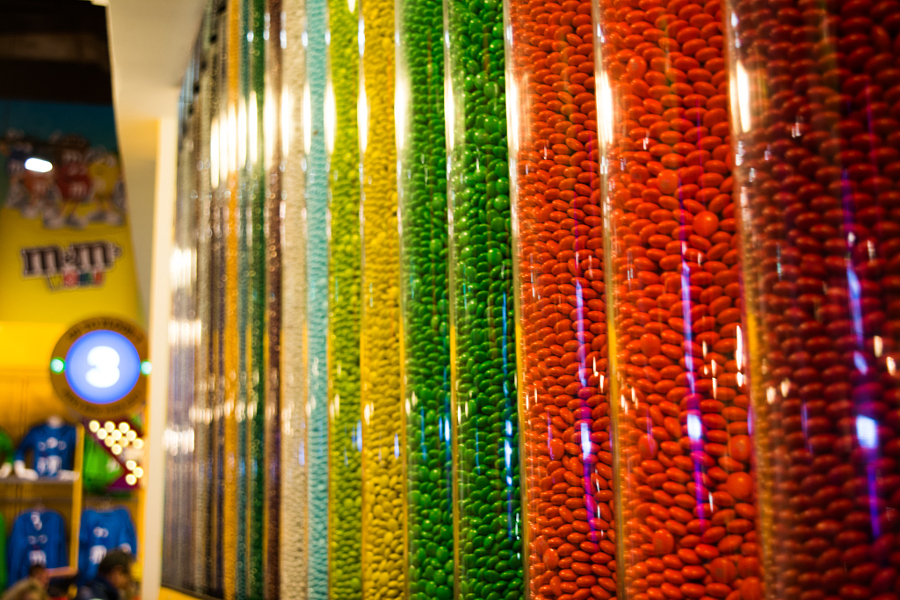
Tutte le caramelle M&M's assortite in un negozio di New York